# Liste der südkoreanischen Botschafter in Argentinien
Der südkoreanische Botschafter in Buenos Aires vertritt die Regierung in Seoul bei der Regierung von Argentinien.
- 1963–1965 Jung, Il Kwon
- 1965–1967 Bae, Eui Hwan
- 1967–1976 Kim, Nam, Chul
- 1976–1978 Dong Sung
- 1978–1981 No, Suk Chan
- 1981–1985 Lee, Soo Woo
- 1985–1988 Lee Bok Hyung
- 1988–1991 Lee Sang Jin
- 1991–1994 Kim, Hae Sun
- 1994–2000 Cho, Ki Sung
- 2000–2002 Kyung Chang Hun
- 2002–2003 Kim, Seung Young
- 2003–2006 Choi, Yang Boo
- 2006–2009 Hwang Eui Seung
- 2009–2012 Kim, Byung Kwon
- 2012–2014 Han Byung Kil
- 2014–0000 Choo, Jong-Youn
- 13. März 2018: Lim Ki-mo (* 18. Juli 1965)[1][2]